# فراخوان مقاله

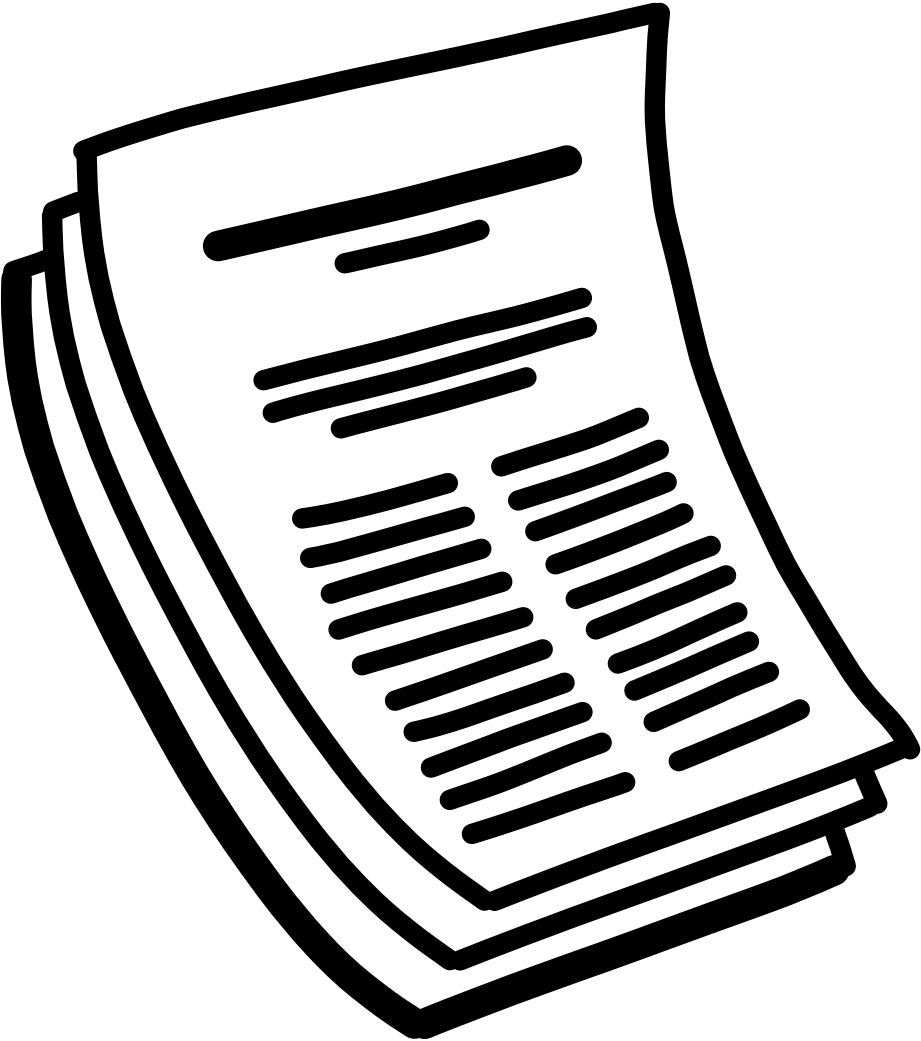

فراخوان مقاله‌ها (به انگلیسی: Call for papers) (اختصاری CFP) یک روش مورد استفاده در زمینه‌های دانشگاهی و دیگر زمینه ای برای جمع‌آوری کتاب یا مقالات یا ارائه کنفرانس است. فراخوان مقاله‌ها معمولاً به طرف‌های ذی‌نفع فرستاده می‌شود، و موضوع گسترده‌ای را توصیف می‌کند که باید آن را به‌طور ضرب الاجل مشاهده کرد. فراخوان مقاله‌ها که معمولاً با استفاده از یک لیست پستی یا در خدمات آنلاین تخصصی توزیع شده‌است. مقالات معمولاً با استفاده از چکیده‌های آنلاین یا خدمات مدیریت مقاله مشاهده می‌شود.